# Абубакар Шекау
Абубакар Шекау (Етат де Јобе, 1970 — 21. септембар 2014) био је исламистички лидер нигеријске милитантне групе Боко Харам. Био је заменик оснивача групе, Мухамеда Јусуфа. Јусуф је убијен 2009. године током сукоба снага безбедности. Тада је Сека постао руководилац групе.
Говорио је три језика: арапски, енглески и Хауса. Тврдио је да је интелектуалац и теолог који је студирао ислам код традиционалних свештеника. У видео снимцима које је објавио на разним мрежама, често се хвалио својом непобедивошћу, ругао се разним војскама и рекао је да га нико не може зауставити и да он не може да умре сам, већ само Алаховом вољом. Такође се хвалио поседовањем тенкова и других борбених возила. Често је спомињао Куран у својим видео снимцима.
У јуну 2012. године, Абубакар је проглашен за терористу. Од јуна 2013. године нуди се награда од 7 милиона долара ономе ко има информације које би помогле у хапшењу Шекауа. Нигеријска војска је понудила додатних 300.000 америчких долара. У априлу 2014. године отео је преко 200 школских девојчица. Сека је изјавио како су отете девојчице прешле на ислам. Пре смрти, постао је насилан. Дана 21. септембра 2014. године појавиле су се информације како је убијен током битке са камерунском војском.